# Beskid Węgierski
Beskid Węgierski – ogólna nazwa dosyć wyrównanego (ok. 900 m n.p.m.) odcinka grzbietu w Beskidzie Śląskim, między Przełęczą Salmopolską na południowym zachodzie a Beskidkiem na północnym wschodzie. Jest przedłużeniem na północ Pasma Baraniej Góry i Skrzycznego i łączy je z Pasmem Klimczoka i Szyndzielni. Beskid Węgierski rozdziela dolinę Żylicy ze Szczyrkiem od doliny Węgierskiego Potoku z zabudowaniami Brennej. Na Beskidzie Węgierskim w kolejności od południa na północ wyróżnia się wzniesienia: Kotarz (964 m), 915 m, ok. 910 m, Hyrca (Beskid Mały, 929 m), ok. 838 m i Beskidek (830 m).
Stoki wspomnianego grzbietu od strony Brennej pokryte były licznymi drobnymi polanami, wchodzącymi dawniej wraz z otaczającymi je lasami w skład wielkiego szałasu „węgierskiego”. Szałas, istniejący tu już w 1. połowie XVIII w., założył najprawdopodobniej jakiś przybysz z ówczesnych Węgier (stąd nazwa szałasu, potoku i góry): nazwisko Madzia (pierwotnie Madziar?), notowane wówczas w Brennej, do dziś jest popularne w tej wsi. W 1913 roku działały tu dwa szałasy, na których wypasano łącznie ok. 260 owiec. Ich zabudowania istniały jeszcze w latach 30. XX w. dość nisko w dolinie Węgierskiego Potoku.
Najwyższym wzniesieniem grzbietu jest Kotarz (964 m n.p.m.). Znajduje się na nim przekaźnik telekomunikacyjny. Dla narciarzy znaczenie ma szczyt Hyrca. Z doliny Węgierskiego Potoku w Brennej wyprowadza na jej szczyt ciąg dwóch podwójnych narciarskich wyciągów orczykowych o łącznej długości ok. 1100 m i łącznej różnicy pokonywanych wzniesień ok. 360 m (tzw. wyciągi na Kotarzu).

## Szlaki turystyczne
Grzbietem Beskidu Węgierskiego biegną czerwone znaki szlaku turystycznego z Przełęczy Salmopolskiej w masyw Klimczoka.
 Przełęcz Salmopolska – Grabowa – Kotarz – Beskid Mały – Beskidek – Karkoszczonka – Klimczok. Odległość 8,8 km, suma podejść 530 m, suma zejść 420 m, czas przejścia 3:10 godz., z powrotem 2:40 godz.